# Paraturbanella pallida
Paraturbanella pallida är en djurart som tillhör fylumet bukhårsdjur, och som beskrevs av Luporini, Magagnini och Ezio Tongiorgi 1970. Paraturbanella pallida ingår i släktet Paraturbanella och familjen Turbanellidae. Inga underarter finns listade i Catalogue of Life.